# Prosperidad (metropolitana di Madrid)
Prosperidad è una stazione della linea 4 della metropolitana di Madrid.
Si trova sotto all'omonima piazza nel distretto di Chamartín.

## Storia
La stazione fu aperta al pubblico il 26 marzo 1973, in corrispondenza del prolungamento della linea 4 dalla stazione di Diego de León a quella di Alfonso XIII.

## Accessi
Vestibolo Prosperidad
- Pza. Posperidad: Plaza de Prosperidad 5 (angolo con la Calle de Suero de Quiñones)